# 阿拉比 (亞利桑那州)
阿拉比（英語：Araby）是位於美國亞利桑那州尤馬縣的一個非建制地區。該地的面積和人口皆未知。

## 地理
阿拉比的座標為32°40′32″N 114°31′20″W / 32.67556°N 114.52222°W，而該地的平均海拔高度為66米（即217英尺）。